# Josef Žalud
Josef Žalud (12. března 1850 Stádlec – 12. března 1923 Praha) byl rakouský a český advokát a politik židovského původu a české národnosti, v závěru 19. století poslanec Českého zemského sněmu.

## Biografie
Profesí byl advokátem. Vystudoval gymnázium v Táboře a Karlo-Ferdinandovu univerzitu v Praze. Roku 1878 získal titul doktora práv. O tři roky později si otevřel vlastní advokátní kancelář. Byl činný i jako publicista. Napsal právní studie, učebnice židovského náboženství a překládal z němčiny a maďarštiny. Patřil mezi zakladatele českožidovského hnutí (proud uvnitř židovské komunity, který prosazoval identifikaci židů s českým národním táborem).
Od roku 1892 zasedal po dvě volební období ve sboru obecních starších v Praze. Působil jako náměstek ředitele Zemské banky.
V 80. letech 19. století se zapojil i do zemské politiky. V zemských volbách v roce 1883 byl zvolen v městské kurii (volební obvod Praha-Josefov) do Českého zemského sněmu. Mandát obhájil v zemských volbách v roce 1889, kdy se uvádí jako nezávislý český kandidát, a zemských volbách v roce 1895, nyní již jako člen mladočeské strany.
Zemřel v březnu 1923.